# کنگلی (شهرستان شاوات)
کنگلی (به ازبکی: Kangli) یک منطقهٔ مسکونی در ازبکستان است که در ولایت خوارزم واقع شده است.